# Czołgi I wojny światowej
Poniższa tabela ukazuje zestawienie czołgów używanych w czasie I wojny światowej przez Wielką Brytanię, Francję oraz Niemcy.

## Wielka Brytania
| Rok  | Typ              | Szt.                  | Widok           | Uzbrojenie [zapas amunicji]      | Pancerz (mm) | Pancerz (mm) | Pancerz (mm) | Prędkość maksymalna (km/h) | Załoga | Masa (t) | Moc silnika (KM) | Zasięg (km) |
| Rok  | Typ              | Szt.                  | Widok           | Uzbrojenie [zapas amunicji]      | Przód        | Bok          | Góra         | Prędkość maksymalna (km/h) | Załoga | Masa (t) | Moc silnika (KM) | Zasięg (km) |
| ---- | ---------------- | --------------------- | --------------- | -------------------------------- | ------------ | ------------ | ------------ | -------------------------- | ------ | -------- | ---------------- | ----------- |
| 1915 | Little Willie    | Nieuzbrojony prototyp | Little Willie   |                                  |              |              |              | 3                          | 6      |          |                  |             |
| 1916 | Mark I męski     | 75                    | Mark I          | 2x 57mm/L40 [324] + 3 ckm [6272] | 12           | 10           | 6            | 4,5                        | 8      | 28,4     | 105              | 37          |
| 1916 | Mark I żeński    | 75                    | Mark I          | 5 ckm [30080]                    | 12           | 10           | 6            | 4,5                        | 8      | 27,4     | 105              | 37          |
| 1917 | Mark II męski    | 25                    | Mark II         | 2x 57mm/L40 + 3 ckm              | 12           | 10           | 6            |                            | 8      |          | 105              | 45          |
| 1917 | Mark II żeński   | 25                    | Mark II         | 5 ckm                            | 12           | 10           | 6            |                            | 8      |          | 105              | 45          |
| 1917 | Mark III męski   | 25                    | Mark III        | 2x 57mm/L40 + 3 ckm              | 12           |              |              |                            | 8      |          | 105              | 45          |
| 1917 | Mark III żeński  | 25                    | Mark III        | 5 ckm                            | 12           |              |              |                            | 8      |          | 105              | 45          |
| 1917 | Mark IV męski    | 420                   |                 | 2x 57mm/L23 [332] + 4 ckm [6272] | 16           | 12           | 8            | 5,6                        | 8      | 28,5     | 125              | 56          |
| 1917 | Mark IV żeński   | 595                   | 5-6 ckm [10000] | 27                               | 16           | 12           | 8            | 5,6                        | 8      |          | 125              | 56          |
| 1917 | Mark V męski     | 200                   |                 | 2x 57mm/L23 [207] + 4 ckm [5800] | 14           | 14           | 8            | 7,5                        | 8      | 29,5     | 150              | 72          |
| 1917 | Mark V żeński    | 200                   | 6 ckm [14100]   | 28,5                             | 14           | 14           | 8            | 7,5                        | 8      |          | 150              | 72          |
| 1918 | Mark V* męski    | 200                   |                 | 4x 57mm/L23 [221] + 4 ckm [8400] | 14           | 12           | 6            | 4                          | +24    | 33       | 150              | 63          |
| 1918 | Mark V* żeński   | 432                   | 8 ckm [16800]   | 4                                | 14           | 12           | 6            | +24                        | 32     |          | 150              | 63          |
| 1917 | Mark A "Whippet" | 200                   |                 | 4 ckm [5400]                     | 14           | 14           | 5            | 13                         | 3      | 14       | 2x 45            | 64          |

## Francja
| Rok  | Szt. | Widok                   | Typ                               | Uzbrojenie [Liczba amunicji]    | Pancerz (mm) | Pancerz (mm) | Pancerz (mm) | Szybkość maksymalna (km/h) | Załoga | Masa (t) | Moc silnika (KM) | Zasięg (km) |
| Rok  | Szt. | Widok                   | Typ                               | Uzbrojenie [Liczba amunicji]    | Przód        | Bok          | Góra         | Szybkość maksymalna (km/h) | Załoga | Masa (t) | Moc silnika (KM) | Zasięg (km) |
| ---- | ---- | ----------------------- | --------------------------------- | ------------------------------- | ------------ | ------------ | ------------ | -------------------------- | ------ | -------- | ---------------- | ----------- |
| 1916 | 400  |                         | Schneider C.A.1                   | 75mm/L13 [94-96] + 2 ckm [4000] | 11,5         | 11,5         | 5,5          | 6                          | 6      | 13,5     | 60               | 48          |
| 1917 | 400  | Schneider C.A.1         | 24                                | 75mm/L13 [94-96] + 2 ckm [4000] | 17           | 5,5          | 6            | 14,6                       | 6      | 75       | 60               |             |
| 1916 | 165  |                         | St. Chamond M16                   | 75mm/? [106-108] + 4 ckm [7488] | 11,5         | 8,5          | 5,5          | 8,5                        | 9      | 22       | 90               | 60          |
| 1917 | 235  | St. Chamond M17         | 75mm/L36 [106-108] + 4 ckm [7488] | 11,5                            | 17           | 24           | 5,5          | 8,5                        | 9      |          | 90               | 60          |
| 1917 | 3177 |                         | Renault FT-17 z ckm               | 1 ckm [4800]                    | 16           | 8            | 6            | 8                          | 2      | 6,5      | 35               | 35          |
| 1918 | 3177 | Renault FT-17 z działem | 37mm/L20 [240]                    | 6,7                             | 16           | 8            | 6            | 8                          | 2      |          | 35               | 35          |

## Niemcy
| Rok  | Szt. | Widok | Typ | Uzbrojenie [Liczba amunicji]        | Pancerz (mm) | Pancerz (mm) | Pancerz (mm) | Szybkość maksymalna (km/h) | Załoga | Masa (t) | Moc silnika (KM) | Zasięg (km) |
| Rok  | Szt. | Widok | Typ | Uzbrojenie [Liczba amunicji]        | Przód        | Bok          | Góra         | Szybkość maksymalna (km/h) | Załoga | Masa (t) | Moc silnika (KM) | Zasięg (km) |
| ---- | ---- | ----- | --- | ----------------------------------- | ------------ | ------------ | ------------ | -------------------------- | ------ | -------- | ---------------- | ----------- |
| 1917 | 20   |       | A7V | 57mm/L26 [180]+ 6 ckm [10000-15000] | 30           | 20           | 15           | 12                         | 18     | 32       | 2x 100           | 35          |

## Projekty niezrealizowane

### Wielka Brytania
| Rok  | Szt. | Widok | Typ             | Uzbrojenie [Liczba amunicji]                                   | Pancerz (cale) / (mm) | Pancerz (cale) / (mm) | Pancerz (cale) / (mm) | Szybkość maksymalna (mile/h) / (km/h) | Załoga | Masa (t) | Moc silnika (KM) | Zasięg (km) |
| Rok  | Szt. | Widok | Typ             | Uzbrojenie [Liczba amunicji]                                   | Przód                 | Bok                   | Góra                  | Szybkość maksymalna (mile/h) / (km/h) | Załoga | Masa (t) | Moc silnika (KM) | Zasięg (km) |
| ---- | ---- | ----- | --------------- | -------------------------------------------------------------- | --------------------- | --------------------- | --------------------- | ------------------------------------- | ------ | -------- | ---------------- | ----------- |
| 1916 | 0    |       | Flying Elephant | Działo kal. 57 mm (6 funtów) / kal. 75 mm (13 funtów) + 2x ckm | 3 cale                | 2 cale                | 20 mm                 | 2 mile/h                              | ?      | ~100 t   | 105 KM           | ?           |

### Niemcy
| Rok  | Szt. | Widok | Typ     | Uzbrojenie [Liczba amunicji]                                 | Pancerz (cale) / (mm) | Pancerz (cale) / (mm) | Pancerz (cale) / (mm) | Szybkość maksymalna (mile/h) / (km/h) | Załoga  | Masa (t) | Moc silnika (KM) | Zasięg (km) |
| Rok  | Szt. | Widok | Typ     | Uzbrojenie [Liczba amunicji]                                 | Przód                 | Bok                   | Góra                  | Szybkość maksymalna (mile/h) / (km/h) | Załoga  | Masa (t) | Moc silnika (KM) | Zasięg (km) |
| ---- | ---- | ----- | ------- | ------------------------------------------------------------ | --------------------- | --------------------- | --------------------- | ------------------------------------- | ------- | -------- | ---------------- | ----------- |
| 1918 | 2    |       | K-Wagen | 4x działa kal. 77 mm 7x karabin maszynowy Maxim kal. 7.92 mm | 30 mm                 | 30 mm                 | 30 mm                 | 7,5 km/h                              | 27 osób | 120 t    | 650 KM           | 54          |